# رواحة
رواحة هي إحدى عمادات معتمدية جومين من ولاية بنزرت وتقع شمال غرب المعتمدية وعلى حدود ولاية باجة.

### مواضيع ذات علاقة
- ولاية بنزرت.

1. ↑  "المناطق الترابية (العمادات) حسب الولايات والمعتمديات". اطلع عليه بتاريخ 2024-11-30.